# Canal 11 (Nicaragua)
Canal 11 (anteriormente conocido como TV Red) es un canal de televisión abierta nicaragüense que fue lanzado en 2010 y que tiene sus oficinas en Managua, Es propiedad de Albavisión y operados por TV Red de Nicaragua S.A, a través de Ratensa Comunicaciones S.A. Su programación se compone de programas de entretenimiento, comedias, series clásicas.

## Historia
Canal 11 fue lanzada al aire en 2010 por Ratensa Comunicaciones de Nicaragua en la ciudad de Managua.
Su programación se basa generalmente en entretenimiento y comedias juveniles.
Se encuentra la dirección Hotel Mansión Teodolinda 2 cuadras al oeste, 10.ª Calle Suroeste, Residencial Bolonia, Managua, Nicaragua.
Hasta el inicio del canal en abierto, el canal 11 en las cableoperadoras estaba ocubado por ESTV. Inicialmente estaba prevista la compra de la frecuencia 11 en abierto al Grupo Pellas, propietario del canal, pero en última instancia TELCOR otorgó la frecuencia al Grupo RATENSA, hecho que causó polémica y supuso a los Pellas lanzarse por el canal 14 UHF. Se creeo que Albavisión obtuvo la frecuencia luego del Grupo RATENSA quitar el control comercial de Canal 4 en 2007 en su totalidad a INTRASA, tras la reelección de Daniel Ortega.

## Programación
Canal 11 cuenta con programación producida así como algunas entretenimiento. 
Algunos de sus programas emitidos son:

### Programas nacionales
- Revista Al Día

### Programas entrenimiento
- Despierta América
- Popcorn TV
- Sport Central
- Un minuto para ganar
- Extranormal de Impacto
- La tercera en discordia

### Series clásicas
- Una familia de diez
- Nosotros los guapos
- La hora pico
- Renta congelada
- 40 y 20
- La familia P. Luche
- XHDRBZ
- Cero en conducta
- La escuelita VIP
- ¡Qué Madre tan Padre!
- Vecinos
- Dr. Cándido Pérez
- Relatos Macabrones
- María de Todos los Ángeles
- Festival del Humor
- Las González
- Hotel todo incluido
- Durmiendo con mi jefe

### Series extranjeras
- El comisario Montalbano
- Comisario Rex
- Mujer, casos de la vida real
- Guardianes de la Bahía
- Lo que callamos las mujeres
- Las amazonas
- La fuerza del deseo
- Alarma para cobra
- Lazos de sangre
- Y la luna también
- Sobreviviendo a Escobar, alias JJ
- Comando élite
- El Dragón: el regreso de un guerrero
- Confidencial
- Soy tu doble
- Esta historia me suena

### Eventos transmitidos
- Juegos Olímpicos
- Juegos Paralimpicos
- Juegos Olímpicos de Invierno
- Juegos Paralímpicos de Invierno
- Juegos Olímpicos de Verano
- Juegos Paralímpicos de Verano
- Eurocopa
- Copa Mundial Femenina de Fútbol
- Copa Mundial de Fútbol

### Realitys y programas deportivos
- Reto 4 elementos
- Fear Factor
- Parodiando
- Desafío súper humanos

## Eslóganes
- 2010-presente: Lo que quieres ver